# Терехино (Волгоградская область)
Терехино — исчезнувшее село в Руднянском районе Волгоградской области.
Село в балке в пределах западной покатости возвышенности Медведицкие яры, в 14 км (по прямой) к западу от села Громки.

## История
Основано в 1820-30-х годах выселенцами из села Кондаль. В конце XIX века - село Лопуховской волости Камышинского уезда Саратовской губернии. Село населяли бывшие государственные крестьяне, великороссы, православные. В 1874 году построена Покровская церковь. В 1894 году земельный надел Терехинского общества составлял 2255 десятин удобной и 243 десятины неудобной земли. Кроме того в общем пользовании с селом Новый Кондаль находилась 121 десятина леса.
С 1928 года — в составе Руднянского района Камышинского округа (округ упразднён в 1930 году) Нижне-Волжского края (с 1935 года Сталинградского края, с 1936 года — Сталинградской области, с 1954 по 1957 года - Балашовской области). Село являлось единственным населённым пунктом Терехинского сельсовета. В период с 1953 по 1957 - Терехинский сельсовет был упразднён. Решением исполнительного комитета Волгоградского облсовета народных депутатов от 17 мая 1978 года №10/382 «О некоторых изменениях в административно-территориальном делении области» село Терехино было исключено из учетных данных, как фактически не существующее в связи с переселением всех жителей.
После расформирования села, самыми последними жителями стали Тамаров Андрей Родионович, его жена Тамарова (Ревнивцева) Мария Сидоровна и их сын Тамаров Николай Андреевич.

## Население
Динамика численности населения по годам:
| 1886 | 1891 | 1894 | 1897 | 1911 |
| ---- | ---- | ---- | ---- | ---- |
| 641  | 807  | 807  | 844  | 972  |